# J. H. Williams III
J.H. Williams III est un dessinateur de comics. Il est principalement connu pour son travail sur des titres comme Chase, Promethea et Desolation Jones et Batwoman.

## Biographie
Il travaille habituellement avec l'encreur Mick Gray.
Il se fit connaître comme l'artiste sur l'éphémère (11 épisodes, 1997-1998) série Chase de DC Comics, sur lequel il travailla avec le scénariste D. Curtis Johnson. Avant cela, il était le dessinateur de la mini-série en quatre parties Deathwish (1994-1995) publiée par Milestone Media, qui intégra ensuite DC. Deathwish était écrit par Adam Blaustein et encré par Jimmy Palmiotti.
Le projet suivant de Williams fut Promethea (32 épisodes, 1999-2005) pour le label America's Best Comics de Wildstorm Comics avec le scénariste Alan Moore. En 2001, l'épisode 10 de la série reçut L'Eisner Award du Meilleur épisode ou meilleure histoire (Best Single Issue/Single Story).
Mi-2005 Williams lança une nouvelle série, cette fois-ci avec le scénariste Warren Ellis, Desolation Jones.

## Publications
(les titres suivis d'un * ont été traduits en français, même partiellement)
- Detective Comics 854-860 (2011)
- Desolation Jones #1- (Wildstorm, 2005-) *
- DC Comics Presents: Mystery In Space #1 (DC, 2004)
- Hellboy : Weird Tales #5 (Dark Horse, 2003)
- Marvel Knights : Millennial Visions #1 (Marvel Comics, 2002)
- Métal Hurlant #136 (version française, Les Humanoïdes Associés, 2002)
- Promethea #1-32 (America's Best Comics, 1999-2005) *
- Secret Files and Origins Guide to the DC Universe 2000 #1 (DC, 2000)
- Son of Superman (Elseworlds, DC, 1999)
- Tales of the Green Lantern #1 (Tangent Comics, 1998)
- Uncanny X-Men #352 (Marvel, 1998)
- X-Man #46-47 (Marvel, 1998-1999)*
- Creeper #9 (DC, 1998)
- Chase #1-9, 1 000 000 (DC, 1997-1998)
- Chronos # 1 000 000 (DC, 1998)
- Starman #26 (DC, 1997) *
- Shade #2 (DC, 1997) *
- Justice Riders #1 (Elseworlds, DC, 1997)
- Green Lantern #1 (Tangent Comics, 1997)
- Batman Annual #21 (DC, 1997)
- Batman #526, 550-552 (DC, 1996-1998)*
- Batman: Legends of the Dark Knight #86-88 (DC, 1996)
- Starman Annual #1 (DC, 1996) *
- Flash Annual #7 (DC, 1996)
- Wolverine '95 #1 (Marvel, 1995)*
- Underworld Unleashed: Abyss--Hell's Sentinel #1 (DC, 1995)
- Blood Syndicate #9, 15 (Milestone Media, 1993, 1994)
- Showcase '93 #12 (DC, 1993)
- Hero Alliance Quarterly #2 (Innovation, 1991)

## Récompenses
- 2001 : prix Eisner du meilleur numéro (Best Single Issue) pour Promethea n°10 : Sex, Stars and Serpents (avec Alan Moore et Mick Gray)
- 2006 : Prix Harvey du meilleur dessinateur pour Promethea
- 2010 : prix Eisner du meilleur dessinateur/encreur et du meilleur artiste de couverture pour Detective Comics
- 2012 : prix Harvey du meilleur dessinateur et du meilleur dessinateur de couverture pour Batwoman
  - prix Inkwell « tout-en-un » (du meilleure dessinateur/encreur)
  - Prix du comic book de la National Cartoonists Society pour Batwoman
- 2015 : prix Eisner du meilleur peintre pour Sandman : Ouverture (en)
- 2016 : prix Hugo de la meilleure histoire graphique pour Sandman : Ouverture